# Wang Fang (Wang Chong)

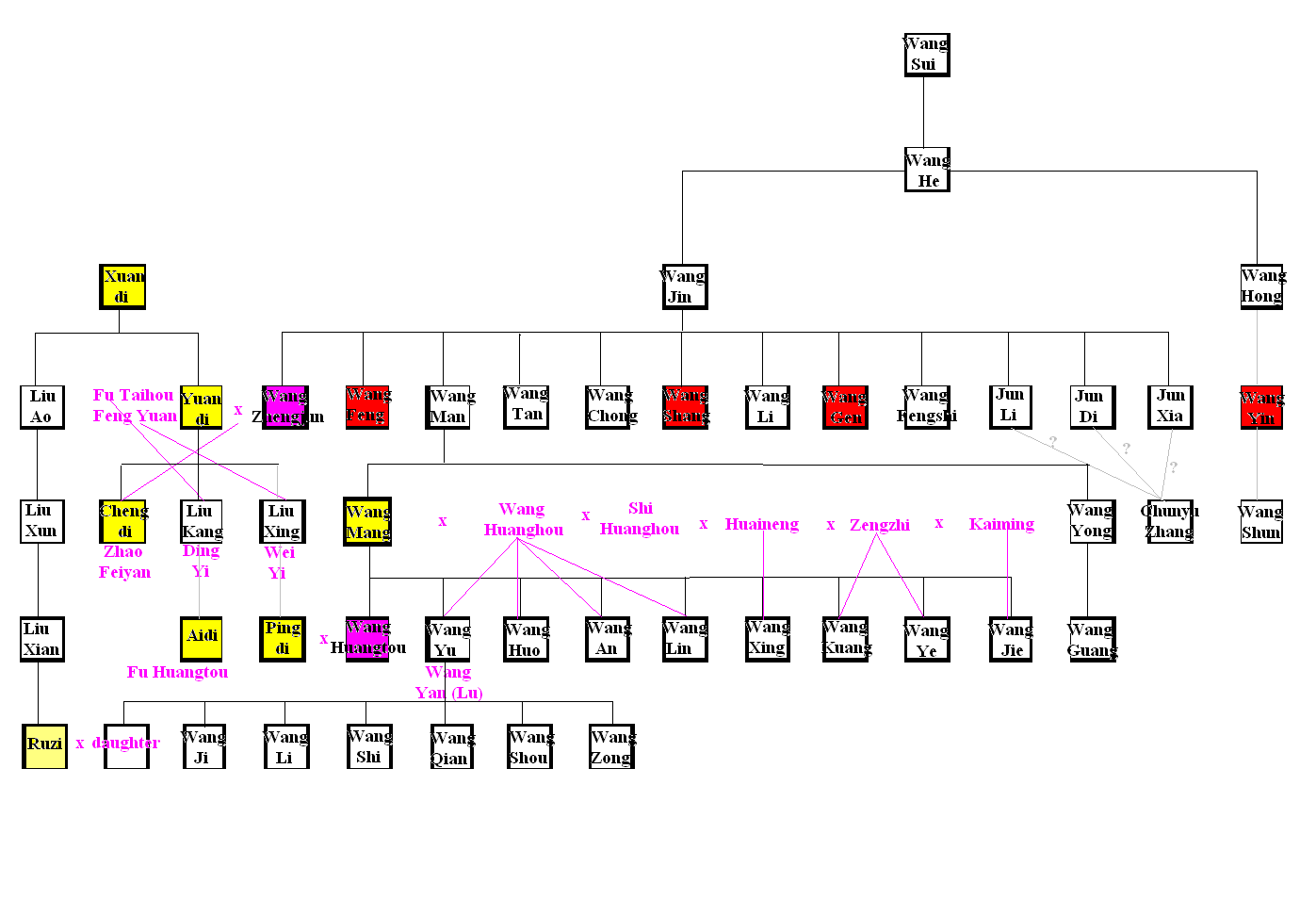
Stamboom van de familie Wang

Wang Fang (†4 v.Chr.) was de vrouw van Wang Chong, een Chinese functionaris die behoorde tot de familie Wang die aan het einde van de Westelijke Han-dynastie en onder de Xin-dynastie de feitelijke politieke macht bezat.

## Biografie
Na de dood van haar man in 30 of 28 v.Chr. trok Wang Fang in bij haar schoonzus, keizerin Wang Zhengjun, die verbleef in het Changxin-paleis (長信) In het jaar 4 v.Chr. werd zij beschuldigd van het uitspreken van een vervloeking en gevangen genomen. Een keizerlijke raadgever, Wang Chong (王崇, †2 na Chr., geen familie van haar overleden man) pleitte tevergeefs voor haar vrijlating. Het is onduidelijk of Wang Fang vervolgens zelfmoord pleegde of werd terechtgesteld.
Uit haar huwelijk met Wang Chong werd een zoon, Wang Fengshi geboren, die zijn vader opvolgde als 'markies van Ancheng' (Ancheng hou, 安成侯).